# Waasmunster
Waasmunster é um município belga da província de Flandres Oriental. O município é constituído apenas pela  vila de  Waasmunster. Em 1 de Julho  de 2011 tinha uma população de 10.499 habitantes, uma superfície total de 31.93 km²  e uma correspondente densidade populacional de  329 habitantes por km².

## Lista de presidentes de câmara/prefeitos
- Jean Van den Bogaerde,
- Emile de Neve de Roden (kath.) (1896-),
- Maria Moens (CVP) (1950-1976),
- René Bocklandt (CVP) (1977 -1982),
- Willy Strobbe (CVP) (1982-1994),
- Eric Van Mele (SP) (1995-2000),
- Rik Daelman (VLD) (2001-)